# Sharpiella seligeri
Sharpiella seligeri (Syn. Herzogiella seligeri, Isopterygium seligeri, Plagiothecium seligeri) ist ein Laubmoos und wurde nach dem schlesischen Pfarrer Ignaz Seliger benannt. Es fruchtet fast immer und ist daher besonders leicht an seinen charakteristisch gekrümmten Kapseln zu erkennen.

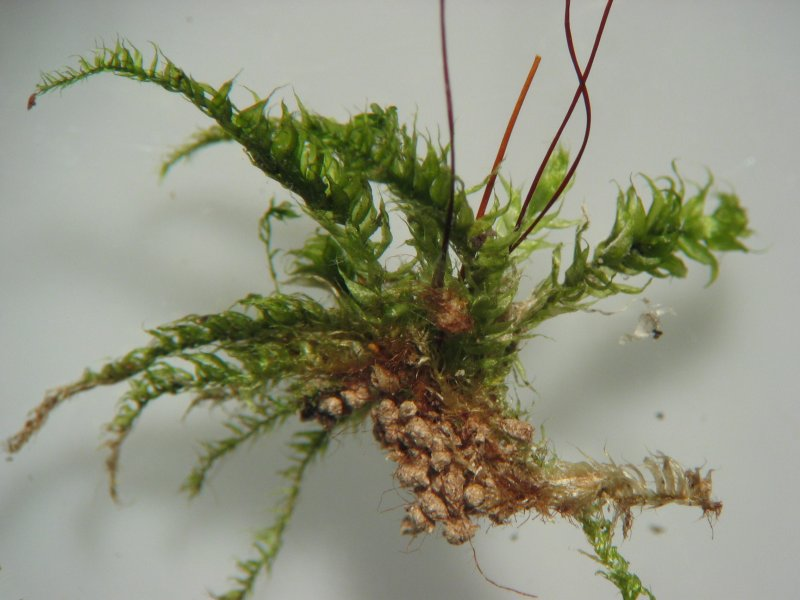
Habitus eines einzelnen Pflänzchens

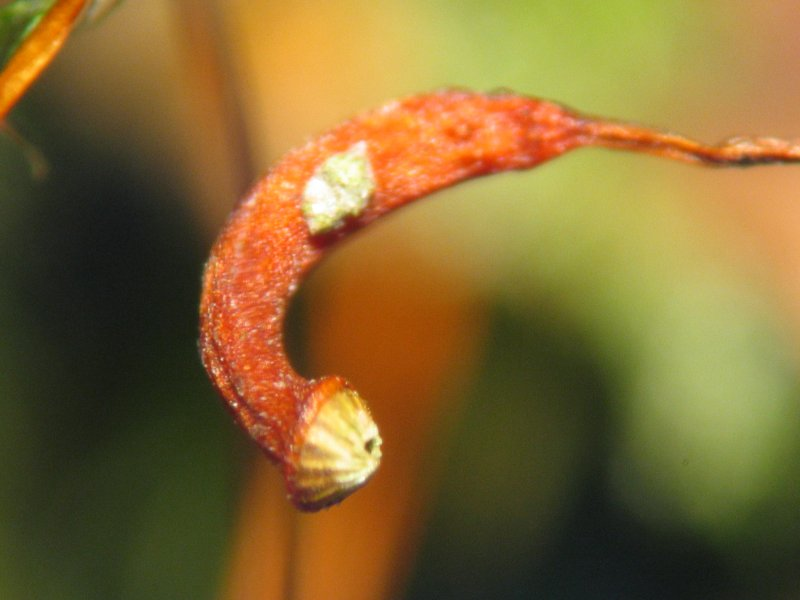
Sehr charakteristische gekrümmte Kapseln

## Erkennungsmerkmale
Sharpiella seligeri bildet nur relativ kleine Pflänzchen aus, die gewöhnlich kriechen, dumpf grün bis gelblich gefärbt sind und in relativ lockeren Decken wachsen. Der unregelmäßig verzweigte Stängel wird nicht länger als 3 cm lang und ist oft mit einigen Wurzelhaaren versehen. Die bogig wachsenden Äste werden bis 2 cm lang. Die Blätter stehen im unteren Teil ab, im oberen Teil sind sie dagegen dem Stängel mehr oder minder anliegend. An den Sprossenden sind die Blätter einseitswendig, sonst jedoch schwach sichelförmig und lang und fein zugespitzt. Der gewöhnlich bis zur Basis gezähnelte Blattrand weist eine kurze oder gänzlich fehlende Rippe auf. Die Blattflügelzellen sind undeutlich hervorgehoben, eiförmig und gelblich-hyalin gefärbt. Die Laminazellen sind 10 bis 16 mal so lang wie breit und an der Blattbasis oft getüpfelt. Die rötlich gefärbte Seta trägt eine Sporenkapsel, die charakteristisch wurmförmig gekrümmt ist, von länglich zylindrischer Form. Sie ist trocken oft gestreift und entlässt grünlich gefärbte Sporen.

## Vorkommen und Standortansprüche
Sharpiella seligeri ist ein weit verbreitetes, kalkmeidendes Waldmoos, das schattige, feuchte bis nasse Standorten in Nadel-, Laub-, Bruch- und Moorwäldern bevorzugt. Es besiedelt neben Erde besonders tote Rinde, Baumstümpfe und morsches Holz. Es ist hier jedoch immer nur in kleinflächigen Beständen mit zahlreichen Populationen zu finden. Verbreitet ist es in ganz Europa bis zum nördlichen Polarkreis. Im Süden dehnen sich seine Bestände bis nach Nordafrika aus. Ansonsten ist es auch in Nordamerika und Teilen Asiens zu finden.